# Gymnotus melanopleura
Gymnotus melanopleura is een straalvinnige vissensoort uit de familie van de mesalen (Gymnotidae). De wetenschappelijke naam van de soort is voor het eerst geldig gepubliceerd in 2001 door Albert & Crampton.